# Charles Napier
Charles Napier (Scottsville, 12 aprile 1936 – Bakersfield, 5 ottobre 2011) è stato un attore e produttore cinematografico statunitense.
Ha interpretato oltre 180 film, ed è noto principalmente per essere apparso in molte pellicole dirette da Russ Meyer, quali Lungo la valle delle bambole (1970) e Supervixens (1975). Ha interpretato un ruolo anche nei cult movie The Blues Brothers - I fratelli Blues (1980) e Il silenzio degli innocenti (1991).

## Biografia
Dopo essere apparso in alcune serie televisive, tra le quali Star Trek, Napier debuttò nel cinema interpretando un ruolo nel film Cherry, Harry & Raquel! (1970), diretto da Russ Meyer, in cui sfoggiò uno dei primi nudi integrali maschili della storia del cinema. Nel 1970 Meyer lo volle anche per Lungo la valle delle bambole, suo grande successo, e l'anno successivo per I 7 minuti che contano. Per la sua interpretazione in Supervixens (1975) Meyer disse: «Senza Napier il film non avrebbe mai avuto lo stesso successo, ne sono sicuro, nonostante le grandi tette e le sette ragazze».
Successivamente Napier lavorò con registi come John Landis, interpretando il rude cantante dei Good Ol' Boys, fantomatico complesso country nel film The Blues Brothers (1980), Jonathan Demme e Stephen Frears, e recitò anche in Rambo 2 - La vendetta (1985). Interpretò anche alcuni film italiani di genere, come lo slasher Camping del terrore (1986) e il fantascientifico Alien degli abissi (1989). Prese parte anche a note serie televisive come Kojak, Dallas, Hazzard, CSI - Scena del crimine, CHiPs e Renegade. Morì a 75 anni, nel 2011; riposa nel Cimitero Nazionale di Bakersfield, ad Arvin, in California.

## Filmografia parziale

### Attore

#### Cinema
- Cherry, Harry & Raquel!, regia di Russ Meyer (1969)
- Lungo la valle delle bambole (Beyond the Valley of the Dolls), regia di Russ Meyer (1970)
- I 7 minuti che contano (The Seven Minutes), regia di Russ Meyer (1971)
- Love and Kisses, regia di Don Dorsey (1971)
- Supervixens, regia di Russ Meyer (1975)
- Inferno in Florida (Thunder and Lightning), regia di Corey Allen (1977)
- Citizens Band, regia di Jonathan Demme (1977)
- Il segno degli Hannan (Last Embrace), regia di Jonathan Demme (1979)
- The Blues Brothers - I fratelli Blues (The Blues Brothers), regia di John Landis (1980)
- Una volta ho incontrato un miliardario (Melvin and Howard), regia di Jonathan Demme (1980)
- Swing Shift - Tempo di swing (Swing Shift), regia di Jonathan Demme (1984)
- Rambo 2 - La vendetta (Rambo: First Blood Part II), regia di George P. Cosmatos (1985)
- Camping del terrore, regia di Ruggero Deodato (1986)
- Qualcosa di travolgente (Something Wild), regia di Jonathan Demme (1986)
- Dal profondo dello spazio (Deep Space), regia di Fred Olen Ray (1987)
- Una vedova allegra... ma non troppo (Married to the Mob), regia di Jonathan Demme (1988)
- Alien degli abissi, regia di Antonio Margheriti (1989)
- Hit List - Il primo della lista (Hit List), regia di William Lustig (1989)
- Obiettivo poliziotto (Cop Target), regia di Umberto Lenzi (1990)
- L'ultima partita, regia di Fabrizio De Angelis (1990)
- Rischiose abitudini (The Grifters), regia di Stephen Frears (1990)
- Miami Blues, regia di George Armitage (1990)
- Il silenzio degli innocenti (The Silence of the Lambs), regia di Jonathan Demme (1991)
- Annunci di morte (Lonely Hearts), regia di Andrew Lane (1991)
- Indio 2 - La rivolta, regia di Antonio Margheriti (1991)
- Sulle tracce del condor, regia di Sergio Martino (1991)
- Hornsby e Rodriguez - Sfida criminale, regia di Umberto Lenzi (1992)
- Return to Frogtown, regia di Donald G. Jackson (1993)
- Palle in canna (National Lampoon's Loaded Weapon 1), regia di Gene Quintano (1993)
- Philadelphia, regia di Jonathan Demme (1993)
- Tre piccole pesti (3 Ninjas Knuckle Up), regia di Shin Sang-ok (1995)
- Il rompiscatole (The Cable Guy), regia di Ben Stiller (1996)
- Steel, regia di Kenneth Johnson (1997)
- Austin Powers - Il controspione (Austin Powers: International Man of Mystery), regia di Jay Roach (1997)
- Beloved, regia di Jonathan Demme (1998)
- Austin Powers - La spia che ci provava (Austin Powers: The Spy Who Shagged Me), regia di Jay Roach (1999)
- La famiglia del professore matto (Nutty Professor II: The Klumps), regia di Peter Segal (2000)
- The Manchurian Candidate, regia di Jonathan Demme (2004)
- Dinocroc, regia di Kevin O'Neill (2004)
- Lords of Dogtown, regia di Catherine Hardwicke (2005)
- Annapolis, regia di Justin Lin (2006)
- La concessionaria più pazza d'America (The Goods: Live Hard, Sell Hard), regia di Neal Brennan (2009)

#### Televisione
- Star Trek - serie TV, episodio 3x20 (1969)
- Missione impossibile (Mission: Impossible) - serie TV, 3 episodi (1968-1972)
- Starsky & Hutch - serie TV, episodi 1x02-3x16 (1975-1978)
- Kojak - serie TV, episodio 3x02 (1975)
- L'incredibile Hulk (The Incredible Hulk) - serie TV, 2 episodi (1979-1981)
- Il grigio e il blu (The Blue and the Gray) - miniserie TV (1982)
- CHiPs - serie TV, un episodio (1982)
- Supercar (Knight Rider) - serie TV, un episodio (1982)
- Dallas - serie TV, 4 episodi (1982-1983)
- Hazzard (The Dukes of Hazzard) - serie TV, 2 episodi (1981-1983)
- A-Team (The A-Team) - serie TV, 2 episodi (1983-1984)
- La signora in giallo (Murder, She Wrote) - serie TV, 3 episodi (1986-1995)
- Body Bags - Corpi estranei (Body Bags), regia di John Carpenter (1993) - Film TV
- Renegade - serie TV, 2 episodi (1993)
- Star Trek: Deep Space Nine - serie TV, episodio 4x08 (1995)
- Walker Texas Ranger (Walker, Texas Ranger) - serie TV, episodio 8x09 (1999)
- Un detective in corsia (Diagnosis: Murder) - serie TV, 2 episodi (2001)
- CSI - Scena del crimine (CSI: Crime Scene Investigation) - serie TV, un episodio (2005)
- Detective Monk (Monk) - serie TV, episodio 4x11 (2006)
- Ned - Scuola di sopravvivenza (Ned's Declassified School Survival Guide) - serie TV, un episodio (2007)

### Doppiatore
- The Critic - serie animata, 23 episodi (1994-1995)
- Jumanji - serie animata, 2 episodi (1997-1998)
- Superman (Superman: The Animated Series) - serie animata, 3 episodi (1997-2000)
- Men in Black (Men in Black: The Series) - serie animata, 53 episodi (1997-2001)
- Ricreazione (Recess) - serie animata, 1 episodio (1999)
- God, the Devil and Bob - serie animata, 4 episodi (2000)
- Buzz Lightyear da Comando Stellare (Buzz Lightyear of Star Command) - serie animata, 1 episodio (2000)
- La leggenda di Tarzan (The Legend of Tarzan) - serie animata, 1 episodio (2001)
- I Simpson (The Simpsons) - serie animata, 4 episodi (2001-2005)
- Spirit - Cavallo selvaggio (Spirit: Stallion of the Cimarron), regia di Kelly Asbury (2002)
- Justice League Unlimited - serie animata, 1 episodio (2004)
- Squidbillies - serie animata, 8 episodi (2005-2006)
- Archer - serie animata, 1 episodio (2011)

## Doppiatori italiani
Nelle versioni in italiano delle opere in cui ha recitato, Charles Napier è stato doppiato da:
- Luciano De Ambrosis in The Blues Brothers, Rambo II - La vendetta
- Vittorio Di Prima ne Il silenzio degli innocenti, La concessionaria più pazza d'America
- Glauco Onorato in Starsky & Hutch (ep. 1x02), Roswell
- Paolo Buglioni in Camping del terrore, Detective Monk
- Paolo Poiret in Starsky & Hutch (ep. 3x16)
- Silvio Anselmo in Una vedova allegra... ma non troppo
- Michele Gammino in Philadelphia
- Giovanni Petrucci ne La gara più pazza del mondo
- Diego Reggente in Star Trek: Deep Space Nine
- Renato Mori in Un lavoro da giurato
- Dario Penne in 3 piccole pesti
- Saverio Moriones in Soli contro il crimine
- Giorgio Bandiera in La signora in giallo
- Wladimiro Grana in Annunci di morte
- Sandro Pellegrini in Austin Powers - Il controspione
- Toni Orlandi in CSI - Scena del crimine
- Marco Pagani in Ned - Scuola di sopravvivenza
- Sergio Tedesco in Cold Case - Delitti irrisolti
- Silverio Pisu in Supervixens (ridoppiaggio)

Da doppiatore è sostituito da:
- Riccardo Lombardo in The Critic
- Renato Mori in Men in Black
- Mario Zucca in Magician - La giustizia non è un trucco
- Rory Manfredi in Spirit - Cavallo selvaggio
- Antonio Guidi in Spycraft - La grande sfida
- Luciano De Ambrosis in Archer